# Jerker Lysell
Jerker Lysell, född 27 april 1989 i Bollnäs, är en svensk orienterare som tävlat för Bollnäsklubben Rehns BK. Från 2023 tävlar Lysell för Hagaby GoIF.

## Karriär
2011 och 2012 blev han svensk mästare på sprintdistansen..
Lysell tog brons på sprintdistansen vid EM 2012, silver på sprintdistansen vid EM 2014, brons på sprintdistansen vid VM 2015 och  guld på samma  distans vid VM 2016.  Vid SM tävlingarna 2023 blev han silvermedaljör på långdistansen . 2024 blev Lysell svensk mästare i stafett tillsammans med Filip Dahlgren och Martin Regborn.
Lysell innehar även rekordet för snabbast bestigning av Kebnekaises, med tiden 1 timme, 59 minuter och 16 sekunder från fjällstationen till bergets sydtopp och tillbaka.

## Personliga rekord friidrott
| Utomhus - 5 000 meter – 14:16,45 (Sollentuna 5 juli 2012) - 10 km landsväg – 29:50 (Hässelby 14 oktober 2012) | Inomhus - 3 000 meter – 8:14,77 (Göteborg 22 februari 2014) |

### Fotnoter
1. ↑  ”Stora inne-SM 2012, resultat”. trackandfield.se. Arkiverad från originalet den 4 mars 2016. https://web.archive.org/web/20160304224853/http://www.trackandfield.se/Resultat/2012/120218_19.htm. Läst 19 juli 2012.
2. 1 2 3  ”Personsida på AllAthletics”. all-athletics.com. Arkiverad från originalet den 16 november 2016. https://web.archive.org/web/20161116225706/http://www.all-athletics.com/node/620408. Läst 16 november 2016.
3. ↑  ”World of O Runners – Athlete profile: Jerker Lysell” (på engelska). World of O Runners. http://runners.worldofo.com/jerkerlysell.html. Läst 16 november 2016.
4. ↑  ”Välkommen Jerker Lysell”. Hagaby GoIF, Örebro. 16 mars 2023. https://www.hagaby-goif.se/uncategorized/valkommen-jerker-lysell/. Läst 20 augusti 2023.
5. ↑  ”Official results for SM Sprint, final”. eventor.orientering.se. 17 april 2011. https://eventor.orientering.se/Events/ResultList?eventId=1315&groupBy=EventClass. Läst 20 augusti 2023.
6. ↑  ”Official results for SM Sprintdistans, final”. eventor.orientering.se. 26 augusti 2012. https://eventor.orientering.se/Events/ResultList?eventId=4251&eventRaceId=4531&groupBy=EventClass. Läst 20 augusti 2023.
7. ↑  ”Official results for SM, lång (Swedish League, #8), final”. eventor.orientering.se. 20 augusti 2023. https://eventor.orientering.se/Events/ResultList?eventId=36969&eventRaceId=38399&groupBy=EventClass. Läst 20 augusti 2023.
8. 1 2  ”Personsida på European Athletics' webbplats”. european-athletics.org. http://www.european-athletics.org/athletes/group=l/athlete=152941-lysell-jerker/index.html. Läst 11 juni 2016.
9. ↑  ”Meriter”. jerkerlysell.se. Arkiverad från originalet den 20 januari 2016. https://web.archive.org/web/20160120224512/http://jerkerlysell.se/meriter/. Läst 16 november 2016.
10. ↑  ”Resultat från Hässelbyloppet 2012”. marathon.se. http://www.marathon.se/racetimer?v=%2Fsv%2Frace%2Fshow%2F1035%3Flayout%3Dmarathon. Läst 16 november 2016.